# Heinrich Nissen
Heinrich Nissen, född den 3 april 1839 i Hadersleben, död den 29 februari 1912 i Bonn, var en tysk historiker och arkeolog.
Nissen studerade filologi och historia, först i Kiel och därefter i Berlin för August Boeckh och Theodor Mommsen, reste 1863–1866 Italien och habiliterade sig 1867 i Bonn, blev 1869 extra ordinarie, 1870 ordinarie professor i Marburg, 1877 professor i Göttingen, 1878 i Straßburg och 1884 i Bonn. Sedan 1890 var han representant för Bonns universitet i preussiska herrehuset. Ulrich von Wilamowitz-Moellendorff var hans elev.